# Explorer of the Seas
O Explorer of the Seas é um navio de passageiros operado pela Royal Caribbean International e construído pela Kvӕrner Masa-Yards em Turku, Finlândia. Ele é a segunda embarcação da Classe Voyager de cruzeiros depois do Voyager of the Seas e seguido pelo Adventure of the Seas, Navigator of the Seas e Mariner of the Seas. O Explorer of the Seas foi construído no ano de 2.000 e navega em águas caribenhas, ancorando em portos como Porto Rico, St. Martin, St. Thomas, Bermudas, Boston, entre outros.